# Ardwi
Ardwi – wieś w Armenii, w prowincji Lorri. W 2011 roku liczyła 177 mieszkańców.